# Milagros Rendón Martell

## Milagros Rendón Martell
Milagros Rendón Martell (La Havana,1907 - Cadis, 31 agost 1936 ) va ser una dona republicana, taquimecanògrafa de professió, activista del PCE, UGT i Socors Roig i lider de moviments obreristes. Va ser la primera dona afusellada a la província de Cadis com a conseqüència del cop d'estat del 1936.

## Biografia
Nascuda a La Havana (Cuba), era filla de Francisco Rendón Sanfrancisco i Julieta Martell Arriet i tenia una germana dos anys més petita, María Luisa Rendón Martell. El 1911 va morir la mare, i el seu pare, rellotger i plater de professió, va tornar a Espanya i es va instal·lar a Cadis, on va obrir un establiment i poc després es va tornar a casar. El 1913 va morir de pulmonia la segona muller del seu pare, i la seva germana, de salut fràgil, va estar un temps ingressada en un sanatori a Chiclana de la Frontera. El pare, d'ideari comunista, tenia un gran interès en l'educació de les filles. Als inicis de la dècada de 1920 les va matricular a l'Escola d'Arts i Oficis, que depenia de la Universitat de Sevilla. El 1923, a l'inici de la dictadura de Primo de Rivera, Rendón, conegut com el rellotger, va fundar la rellotgeria i plateria La Central, i es va casar per tercera vegada.
La seva germana va casar-se el 1928 amb Daniel Ortega Martínez, que el 1923 va arribar a Cadis des de Fuentecén (Burgos) per estudiar-hi medicina i es va costejar la carrera treballant de mecànic. Procedia de les Joventuts socialistes i s'havia unit al Partit Comunista, on ja hi tenia un càrrec dirigent. Ortega, a part d'exercir la medicina, va ser un important polític i dirigent obrerista, impulsor de la UGT i el Socors Roig. El 1936, va ser elegit diputat a Corts per la coalició del Front Popular.
Milagros Rendón Martell, treballava de taquimecanògrafa i es va casar amb José Rubio Quintana, de Chiclana de la Frontera i van anar a viure amb el pare d'ella.
El fet que tota la família Ortega-Rendón, amb un bon nivell econòmic i prestigi social, fossin comunistes i donessin suport als moviments obrers i les vagues, va ser molt malvist i reprovat pels sectors immobilistes de l'època.
El 18 de Juliol de 1936, amb el sollevament de les tropes del General Franco, Daniel Ortega es va traslladar a Madrid i s'incorporà a l'Estat Major Central de l'Exèrcit Popular de la República com a conseller civil i comissari polític, essent un dels fundadors del Quinto Regimiento.
El mateix 18 de juliol, a la seu del Govern Civil de Cadis, un centenar de persones, entre les quals hi havia Milagros Rendón i el seu pare, es van enfrontar als colpistes.
El 19 de juliol, un cop sufocada la resistència, la ciutat va ser presa per l'Exèrcit Nacional, que va desencadenar el pillatge i la barbàrie entre la població civil, essent especialment sagnants els actes comesos pels mercenaris marroquins i els falangistes. La rellotgeria-plateria va ser saquejada i l'habitatge destruït. El seu pare va ser detingut i sotmès a judici sumaríssim, va ser afusellat el 9 d'agost de 1936 al fossat de la muralla de Puerta de la Tierra. Milagros Rendón va ser l'única dona acusada pels mateixos fets i després de ser vexada i empresonada, va ser sentenciada a mort i afusellada el 31 d'agost al mateix lloc, deixant òrfena Natividad, la filla de només un any, que va morir aviat.
El 24 de Juliol, María Luisa Rendón, la germana de Milagros, que s'havia quedat sola amb els fills, va ser arrestada i va començar per a ella un calvari de vexacions i tortures psicològiques, com ara un simulacre d'afusellament que li va provocar un atac de cor. Va perdre el patrimoni familiar i la custodia dels fills, de tres i set anys, que van ser batejats i internats a l'orfenat de La Casa Matriz de los Expósitos de Cadis. Sotmesa a Consell de Guerra, va ser condemnada a 12 anys de presó, dels quals en va complir set. Durant el seu llarg periple per diferents presons d'Espanya va ser informada de l'afusellament de la germana, el pare i el marit.

## Reconeixements
El 2019 l'Ajuntament de Cadis va retre homenatge a Milagros Rendón Martell, la primera dona afusellada a Cadis, donant el seu nom a un carrer, a prop d'on hi havia hagut la rellotgeria del seu pare. També es va inaugurar una ruta de memòria històrica per honorar les víctimes del franquisme i es va formular una proposta per retirar els símbols de la Dictadura Franquista que encara quedaven a l'espai públic. Tres anys abans, amb motiu del Dia Internacional de les Dones, es va recordar la seva germana, Maria Luisa Rendón, que va sobreviure fins al 1981, amb una placa commemorativa al Puerto de Santa Maria i es va presentar el llibre Maria Luisa Rendón (1909-1981 Movimiento obrero y represión Franquista en el Puerto de Santa María) que recull la història de l'extermini de tota la família. L'any 1918, el marit de la seva germana, Daniel Ortega Martínez, també va rebre l'homenatge de la ciutat, que el va nomenar fill adoptiu.